# Sakati
Sakati (auch: Sagati) ist ein Dorf in der Landgemeinde Ouro Guélédjo in Niger.

## Geographie
Das von einem traditionellen Ortsvorsteher (chef traditionnel) geleitete Dorf befindet sich rund 20 Kilometer südwestlich des Hauptorts Ouro Guélédjo der gleichnamigen Landgemeinde, die zum Departement Say in der Region Tillabéri gehört. Zu den Siedlungen in der näheren Umgebung von Sakati zählen Pamboudjé im Nordosten, Ardo Balla Foulbé im Südosten, Tientienga Fulbé im Süden und Niakatiré im Osten.
Sakati ist Teil der Übergangszone zwischen Sahel und Sudan. Die durchschnittliche jährliche Niederschlagsmenge beträgt hier zwischen 500 und 600 mm. Das Dorf liegt am Rand einer Important Bird Area namens Makalondi district, die sich im Radius von rund 25 Kilometern um den Gemeindehauptort Makalondi erstreckt. Der Schweizer Missionar Pierre Souvairan, der von 1968 bis 1998 in der Gegend lebte, beobachtete hier etwa 310 verschiedene Vogelarten.

## Geschichte
Die Siedlung wurde vor dem Jahr 1800 gegründet. Noch zu Beginn des 20. Jahrhunderts waren bei Sakati die Ruinen einer Befestigungsanlage der Gourmantché zu sehen, die möglicherweise bei einem Feldzug des Herrschers von Gobir an der Wende vom 17. zum 18. Jahrhundert zerstört wurde.
Mitglieder einer bewaffneten Gruppe griffen in der Nacht vom 6. auf den 7. Juli 2023 die Nachbardörfer Sakati und Pamboudjé an. In Sakati ermordeten sie in aller Öffentlichkeit drei Personen, denen sie vorwarfen, mit den staatlichen Sicherheitskräften zusammenzuarbeiten. Zudem forderten sie die Bevölkerung auf, das Dorf unverzüglich zu verlassen. Ähnliche Vorfälle in anderen Siedlungen in der Gemeinde Ouro Guélédjo lösten im Juli 2023 eine Fluchtbewegung in die Nachbargemeinde Torodi aus, wo die Vertriebenen vor allem in Schulen unterkamen.

## Bevölkerung
Bei der Volkszählung 2012 hatte Sakati 663 Einwohner, die in 74 Haushalten lebten. Bei der Volkszählung 2001 betrug die Einwohnerzahl 399 in 39 Haushalten und bei der Volkszählung 1988 belief sich die Einwohnerzahl auf 1081 in 157 Haushalten.

## Wirtschaft und Infrastruktur
In Sakati wird eine Niederschlagsmessstation betrieben. Es gibt eine Grundschule im Dorf.